# タイマツバナ
タイマツバナ（英語: oswego tea、学名：Monarda didyma）は、シソ科の多年草本。原産地は北アメリカ。近縁種のヤグルマハッカ(Monarda fistulosa) を含め、ビーバーム（bee balm）、ベルガモット、モナルダと呼ばれる。
英名のオスウェゴティとはニューヨーク州西部を流れるオスウェゴ川に由来する。その近辺に住んでいた先住民オスウェゴ族が初期の入植者にハーブティとしての利用法を教えた。アメリカ独立戦争前後にイギリスとの関係が悪化し茶が不足した時、オスウェゴティは茶の代用品として重宝された。
草丈1メートル前後の多年草で原種の花は緋赤色だが多くの園芸品種が存在する。花と葉がミカン科のベルガモットオレンジと似た甘い香りを持ち、ベルガモット、またはレッドベルガモットとも呼ばれる。乾燥させると香りはより強くなり、ポプリにも利用される。
殺菌力のある精油成分チモールを含み、喉の痛みや消化不良、駆風作用に効果があると言われている。また、柑橘に似た香りは鎮静効果が期待できる。青酸を微量に含むので多量の摂取は避ける。
花の香りが良く開花時期が長めなため、養蜂家の蜜源植物として利用されておりビーバームとも呼ばれている。